# チョコレートアレルギー
チョコレートアレルギーとは、お菓子の一つ「チョコレート」（カカオ）を食べることによって起こる食物アレルギー症状をいう。チョコレートの原材料であるカカオからカカオアレルギー、カカオマスアレルギーとも呼ばれている。

## 概要
チョコレートおよびココアなどのカカオ主原料食品には、チラミンと呼ばれる血管浮腫物質が含まれており、これに起因するとされている。また、カカオにはニッケルも含まれている為、これに対してアレルギー体質を持つ人は症状が出る。症状は、下痢、嘔吐、鼻血、腹痛、痙攣など様々である。
アナフィラキシーショックを起こす場合もあり、日本で死亡例も報告されている。また、今までチョコレートを食べても何の症状も出ていなかった人でも、ある日突然にアレルギー症状が出ることもある。
なお、カカオアレルギーとニッケルアレルギーは別のものであり、チョコレートを食べてアレルギーを起こす人が、必ずしもニッケルアレルギーを有するというわけではない。 
近年では、カカオの代わりにキャロブ（イナゴマメ）を用いて作った、一種の代用チョコレートも販売されており、注目されている。

## バレンタインデー症候群
2月14日のバレンタインデーの直後に、チョコレートアレルギーを発症して、医師の診察を受けに来る人を「バレンタインデー症候群」と呼ぶことがある。